# Catar nos Jogos Olímpicos de Verão de 2016
Catar participou dos Jogos Olímpicos de Verão de 2016, que foram realizados na cidade do Rio de Janeiro, no Brasil, entre os dias 5 e 21 de agosto de 2016.
O atleta Mutaz Essa Barshim ganhou a medalha de prata no Salto em altura masculino no dia 17 de agosto de 2016, com a marca de 2.36.